# 23331 Halimzeidan
23331 Halimzeidan là một tiểu hành tinh vành đai chính với chu kỳ quỹ đạo là 1333.4947356 ngày (3.65 năm).
Nó được phát hiện ngày 19 tháng 1 năm 2001.